# Замок Балліганнон

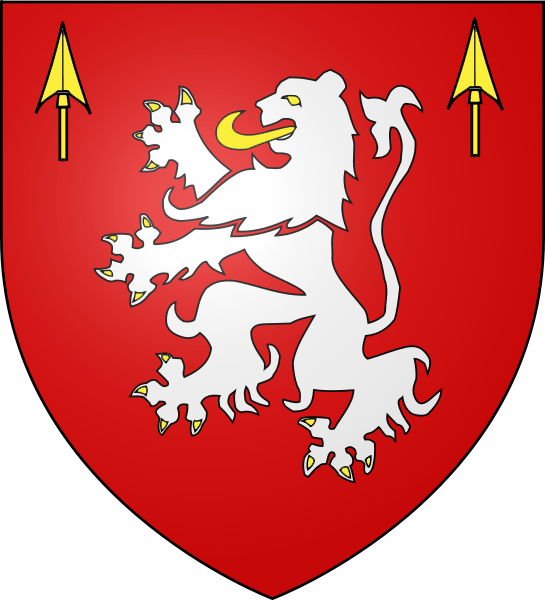
Герб вождів клану Мак Намара.

Герб вождів клану О'Браєн.

Замок Балліганнон (англ. Ballyhannon Castle) — один із замків Ірландії, розташований в графстві Клер, на відстані 3 км на захід від селища Квін. Нині цей замок є пам'яткою історії та культури Ірландії національного значення. Географічні координати замку: 52°48′5.3424″N 8°54′29.5014″W.

## Історія замку Балліганнон
Замок Балліганнон був відомий також як замок Кастлфергус — так його називали за назвою річки Фергус. Замок стоїть недалеко від долини та потоку Латон-Крік, що впадає в річку Фергус. Біля замку збереглося старовинне кладовище. Ці землі ще відомі як землі О'Ханнан (О'Ганнан, О'Ганнон). Багато людей з клану О'Ганнан живе в Манстері та Коннахті. Назва цього клану згадується в давніх ірландських літописах.
Зокрема, в ірландських літописах в записах за 1266 рік згадується Меліса О'Ганнен — настоятель монастиря Роскомон, що помер саме в цьому році. Під час перепису 1659 року багато людей клану О'Ганнан було виявлено в баронстві Банретті. Пізніше це прізвище писалось як Ганнон. Ці слова є видозміненою ірландською назвою клану О'гАннайн (ірл. — O'hAnnáin). Цей клан виник як септа клану Дал г-Кайс. Вожді клану мали статус лицарів, володіли землями біля селища Квін. Назва цього клану ввійшля до назви замку Балліганнон — «Місто Ганнон».
Замок був побудований біля 1490 року. Замок побудував або Х'ю, або Шода — хтось з синів Доннхада Мак Намара. Ту епоху відомий антиквар Т. Дж. Вестропп описав як «золоту епоху замків королівства Томонд». У той час замки часто будували масони — «вільні каменярі». Замок Балліганнон протягом багатьох століть належав клану Мак Намара та його вождям. Крім того, замок мав відношення до клану О'Браєн — замок стояв на землі, якою клан О'Браєн володів. У 1560 році королева Єлизавета І дарувала Конору О'Браєну (1534—1581) — графу Томонд грамоту на володіння цими землями. Замком Балліганнон, а також ще низкою інших замків володів до цього Доннелл О'Браєн. Лицарі, що жили в цих замках передавали їх у спадок своїм синам за умови, що ті теж будуть служити короні. У документах 1570 та 1574 років зазначалося, що замок Балліганнон належить Ковеа Ріоху Мак Намара — сину Махана Мак Намара. У деяких документах зазначалося, що замок належить Вільяму Нейлону. Але це, судячи по всьому, помилка переписувача.
У замку був камін з написом «H.T.E. 1576» — про цей напис згадують Вестропп та Твігі в 1890 році. Це був один з найдавніших датованих камінів на цих землях. У 1586 році королева Анлії Єлизавета І дарувала помилування Х'ю — сину Ковеа Мак Намара за його участь у повстанні проти англійської влади в Ірландії. Але він повинен був отримати поручительство як гарантію його майбутньої лояльності — в першу чергу від місцевих судів. У 1626 році замком володів як власник Генрі О'Браєн (1588—1639) — V граф Томонд, і він дав замок в оренду Роберту Гавксворту. Орендна плата складала £ 4,00. Імовірно, що Гавксворт був одним із багатьох протестантських колоністів в графстві, що селились на цих землях з дозволу клану О'Браєн. Поселення цих протестантських колоністів на землях ірландських кланів, люди яких були католиками, викликало незадоволення ірландців і прискорило повстання за незалежність Ірландії, яке почалось 1641 року. Повстанці захоплювали поселення та відвойовували землі, захоплені колись колоністами. Збереглися численні скарги колоністів на ірландських повстанців. Так Джон Сміт Латун скаржився англійській владі щодо своїх збитків, що склали за його словами «…£ 1354, у тому числі сплата орендної плати, витрати на будівництво житла та морських причалів». Він скаржився, що Олівер Делагойд із замку Фомерла Таллах «прийшов з 50 чоловіками в ніч на 15 січня 1642 року, і вони забрали товари. Потім грабунок довершили люди Мак Намара з замку Балліганнон». Більшість ірландських землевласників, які брали участь в цьому повстанні пізніше були позбавлені свого майна — англійський уряд конфіскував їх землі та замки. Серед тих, хто втратив свої володіння внаслідок конфіскацій був Магоні Мак Намара з замку Балліганнон. Його землі і замок були даровані Пірсу Греху — протестанту. Частина земель дісталась Барнабасу О'Браєну (1590—1657) — VI графу Томонд. Після того, як Олівер Кромвель втопив повстання за незалежність Ірландії в крові, ірландські замки англійська влада почала руйнувати, для того щоб зробити ірландські клани беззахисними. Але замок Балліганнон уникнув руйнування, і ескіз замку, зроблений в 1675 році показує, що замок на той час був в хорошому стані. Замок у той час був оточений стіною, мав ворота, міст, дах, вікна. Наприкінці XVII століття в Ірландії вирували так звані якобітські або вільямітські війни — війни між прибічниками скинутого з престолу короля Англії, Шотландії та Ірландії Якова ІІ — католика та нового короля Вільяма ІІІ Оранського — протестанта. У 1685 році католики почали тіснити протестантів з Ірландії. Сер Даніел О'Браєн придбав замок Балліганнон для того, щоб використовувати його як тюрму для заарештованих протестантів. Пірс Грех, що в свій час захопив частину земель та будівель клану Мак Намара був серед тих, кого мали кинути у в'язницю — це зазначається в листі Даліела О'Браєна. Замок Балліганнон згадується в 1690 році, коли Томас Гікмен, наляканий черговим розгортанням війни між католиками і протестантами, просив сера Доноха О'Браєна забрати його цінні речі з замку Балліганнон і зберігати їх в надійному місці, бо замок найближчим часом буде захоплений військовими — це тільки питання часу.
Замок Балліганнон позначено на картах Генрі Пелгема 1787 року під назвами замок Балліганнон та замок Кастлфергус. У 1808 році Гелі Даттон пише, що «…замок Кастлфергус заселений і нині пофарбований у білосніжний колір». Є згадка, що в замку в той час жила родина Блад. Родина, напевно, жила в будинку на північному сході від замку — нині цей будинок зруйнований. У замку жила Шарлотта Блад — дочка Вільяма Блада, що був вбитий у своєму будинку в Епплвейл, що біля Корофіна. Вона вийшла заміж за свого кузена — Метью Генрі Блада — доктора медичних наук. Шлюб відбувся в 1831 році. Вестропп опублікував у 1917 році статтю, де писав, що біля замку Балліганнон виявлено сліди поселень та укріплень часів Бронзового віку. Самуель Льюїс пише, що в 1837 році замок був резиденцією Вільяма Сміта, есквайра. Такий чином, замок був безперервно заселений як мінімум 350 років. У 1858 році замок уже був закинутий і заріс плющем.
Американський мільйонер та бізнесмен, що займався виробництвом масла передав свої багатства у спадок Елізабет Філіпс. Її чоловік — Генрі Д. Ірвін вирішив відновити замок Балліганнон та відродити колишню славу цього замку. З 1970 року замок використовується як туристичного об'єкт, для зйомок історичних фільмів.